# 魔神英雄傳2
《魔神英雄傳2》是由SUNRISE製作的日本電視動畫節目，魔神英雄傳系列的第2部作品，於1990年3月9日到1991年3月8日期間由日本電視台播放共46集，播放到第29集時更名為《魔神英雄傳2 超激鬥篇》。

## 故事
在前作的惡魔首領被消滅後，「創界山」恢復了和平，主角戰部渡返回現實世界（現生界）。但在一星期後，位處南斗七星的遙遠世界「星界山」遭惡魔多壞達入侵，創界山的彩虹再度變成灰色，小渡再次被神部界召喚，以「救世主」身分前往星界山，踏上冒險旅程。

## 星界山

### 第一星界
以歐陸為主題的「得意童話」星界，因惡魔入侵令「星之風」停止，導致農作失收及糧食短缺。小渡一行人需令「星之風」再度吹送，方能回復生機。

### 第二星界
以中東及非洲為主題的「得意冒險」星界，惡魔入侵導致綠地變成沙漠。小渡一行人需尋找「星之石」置於山上的巨型石像內，方能恢復綠地。

### 第三星界
以遠東亞洲為主題的「得意浪漫」星界，位於該地中央的大湖被惡魔勢力升上半空，小渡需把空中的湖泊降回地面，方能恢復原狀。

### 宇宙界
以未來宇宙太空站為主題的「得意科幻」世界。

### 第四星界
以大洋洲為主題的「得意熱帶」星界，因海栓被惡魔勢力拔走，海洋正逐步被抽走，小渡需把海栓逆轉，方能把海洋回復原狀。

### 第五星界
以北美洲為主題的「得意前線」星界，該地正被黑暗氣團逐漸吞噬，小渡一行人需尋找神聖火把，點燃「光之女神像」身上的火炬，方能驅走黑暗，回復原狀。

### 第六星界
以拉丁美洲為主題的「得意魔法」世界，聖地遭惡魔勢力沾污，導致全地均受影響。

### 第七星界
魔王多壞達所在地，當惡魔被消滅後，該地恢復原狀，為一沙俄風格的星界。在原始設定中，該星界以姆大陸為主題，為「得意神秘」星界。

## 主題曲
片頭曲1「STEP BY STEP」（1～28話）
作詞、作曲：立花瞳，編曲：萩田光男，歌：高橋由美子
片頭曲2「FIGHT!」（29～46話）
作詞：小澤幸代，作曲：伊藤薫，編曲：根岸貴幸，歌：高橋由美子
片尾曲1「～MY GIRL, MY LOVE」（1～28話）
作詞：山本秀行，作曲：瀨井廣明，編曲：萩田光男，歌：高橋由美子
片尾曲2（29～46話）
作詞：，作曲：多多納好夫，編曲：根岸貴幸，歌：高橋由美子
香港版主題曲「新魔神英雄傳」
作曲：江港生，作詞：潘偉源，主唱：許志安

## 各話列表
| 話數 | 日文標題               | 中文標題                | 劇本     | 分鏡       | 演出       | 作画監督            |
| ---- | ---------------------- | ----------------------- | -------- | ---------- | ---------- | ------------------- |
| 1    | 帰ってきた救世主!      | 救世主回來了!           | 小山高生 | 井内秀治   | 河本昇悟   | 神志那弘志 蘆田豐雄 |
| 2    | ピザの町でハイチーズ   | 在披薩小鎮來點起司      | 高橋義昌 | 近藤信宏   | 近藤信宏   | 松下浩美            |
| 3    | 壁の町のハンブン兄弟   | 牆壁城的一半兄弟        | 川崎裕之 | 高橋資祐   | 佐藤育郎   | 中村旭良            |
| 4    | 踊れウシのフラメンコ   | 跳起來 鬥牛佛朗明哥     | 中弘子   | 香川豊     | 藤本義孝   | 村瀬修功            |
| 5    | トントン戦車大レース   | 咚咚戰車大比賽          | 小山高生 | 日高政光   | 日高政光   | 青野厚司            |
| 6    | はやく吹け吹け星の風   | 快點吹起來 星之風       | 高橋義昌 | 河本昇悟   | 河本昇悟   | 遠藤裕一            |
| 7    | 砂の海のウミヒコ       | 沙之海的海火子          | 高橋良輔 | 近藤信宏   | 近藤信宏   | 和泉絹子            |
| 8    | 欲しい星石みーっけ!    | 想要的星石 找到了!      | 川崎裕之 | 佐藤育郎   | 佐藤育郎   | 神志那弘志          |
| 9    | ウメ星ばあさん現る!    | 梅西婆婆出現!           | 中弘子   | 高橋資祐   | 藤本義孝   | 中村旭良            |
| 10   | 象と一緒に星石さがし   | 和大象一起尋找星石      | 高橋義昌 | 日高政光   | 日高政光   | 松下浩美            |
| 11   | アチアチ山に雪がふる!  | 炎熱的山上下起了雪!     | 高橋義昌 | 河本昇悟   | 河本昇悟   | 青野厚司            |
| 12   | お忍びマシン忍神丸     | 忍者魔神忍神丸          | 小山高生 | 近藤信宏   | 近藤信宏   | 大島康弘            |
| 13   | 恐怖のヘンテコヨガ     | 恐怖的怪瑜伽            | 川崎裕之 | 高橋資祐   | 佐藤育郎   | 中村旭良            |
| 14   | パンダの町は上が下?    | 貓熊鎮是上下相反的?     | 高橋良輔 | 藤本義孝   | 藤本義孝   | 遠藤裕一            |
| 15   | パララッケで大洪水!    | 帕拉拉凱大洪水!         | 中弘子   | 日高政光   | 日高政光   | 神志那弘志          |
| 16   | ホッシー怒りの一球!    | 荷西 憤怒的一球!        | 高橋義昌 | 高橋資祐   | 河本昇悟   | 松下浩美            |
| 17   | 龍神丸宇宙へ行く!      | 龍神號 前往宇宙!        | 川崎裕之 | 渡邊信一郎 | 渡邊信一郎 | 青野厚司            |
| 18   | 天気予報は晴のち嵐     | 天氣預報是晴轉暴風雨    | 中弘子   | 佐藤育郎   | 佐藤育郎   | 大島康弘            |
| 19   | どっちが本当のお姫様?  | 哪個才是真正的公主?     | 高橋良輔 | 日高政光   | 日高政光   | 中村旭良            |
| 20   | 走れスペーストロッコ!  | 奔跑吧 宇宙軌道車!      | 高橋義昌 | 高橋資祐   | 藤本義孝   | 遠藤裕一            |
| 21   | 星力パワーで大逆転!    | 用星力大逆轉!           | 小山高生 | 河本昇悟   | 河本昇悟   | 松下浩美            |
| 22   | 宝さがしでトロピカル!  | 在熱帶尋寶!             | 高橋義昌 | 渡邊信一郎 | 渡邊信一郎 | 青野厚司            |
| 23   | かえってきたクラマ!    | 古拿馬回來了!           | 川崎裕之 | 日高政光   | 日高政光   | 大島康弘            |
| 24   | 紅白ヤジの実合戦!!     | 紅白椰子爭奪戰!!        | 中弘子   | 佐藤育郎   | 佐藤育郎   | 中村旭良            |
| 25   | 海の男だエラハリ船長!! | 海上男兒 艾拉哈利船長!! | 高橋良輔 | 高橋資祐   | 藤本義孝   | 遠藤裕一            |
| 26   | 人魚の村で大ピンチ!!   | 在人魚村遭遇大危機!!    | 高橋義昌 | 河本昇悟   | 河本昇悟   | 松下浩美            |
| 27   | 闇に消えた龍神丸!      | 消失在黑暗中的龍神號!   | 川崎裕之 | 渡邊信一郎 | 渡邊信一郎 | 富永真理 服部憲知   |
| 28   | 超ファイト!龍星丸      | 超激鬥!龍星號           | 高橋義昌 | 日高政光   | 日高政光   | 神志那弘志          |
| 29   | 西部の町で眠りたーい!  | 在西部城鎮好睏!         | 中弘子   | 佐藤育郎   | 佐藤育郎   | 大島康弘            |
| 30   | キンババのおいしい話   | 金婆婆的花言巧語        | 高橋良輔 | 藤本義孝   | 藤本義孝   | 中村旭良            |
| 31   | シネマの町に闇がくる!  | 黑暗逼近電影之都!       | 川崎裕之 | 河本昇悟   | 河本昇悟   | 遠藤裕一            |
| 32   | ヒミコの夢はどんな夢?  | 火美子的夢想是什麼?     | 高橋義昌 | 日高政光   | 日高政光   | 松下浩美            |
| 33   | 海に見つけた真実の愛!  | 在海上找到真正的愛!     | 川崎裕之 | 西村聡     | 西村聡     | 神志那弘志          |
| 34   | クラマ!愛ふたたび!     | 古拿馬!再次得到愛!      | 中弘子   | 佐藤育郎   | 佐藤育郎   | 青野厚司            |
| 35   | 花と剣!シバラクの愛    | 花與劍!武一郎的愛       | 高橋良輔 | 河本昇悟   | 河本昇悟   | 中村旭良            |
| 36   | 輝く明日に向かって     | 迎接光輝的明天          | 高橋義昌 | 近藤信宏   | 近藤信宏   | 遠藤裕一            |
| 37   | 闇夜のカラスにご用心?  | 小心黑夜的烏鴉?         | 中弘子   | 藤本義孝   | 藤本義孝   | 松下浩美            |
| 38   | さよならシバラク先生   | 再見 武一郎師父         | 川崎裕之 | 近藤信宏   | 佐藤育郎   | 神志那弘志          |
| 39   | 本当にホント虎王登場?  | 虎王真的要登場?         | 高橋義昌 | 河本昇悟   | 河本昇悟   | 青野厚司            |
| 40   | 恐怖のプンスカパワー!  | 恐怖的憤怒力量!         | 川崎裕之 | 近藤信宏   | 近藤信宏   | 中村旭良            |
| 41   | 魔界シバラクの罠!      | 魔界武一郎的圈套!       | 高橋良輔 | 西村聡     | 西村聡     | 松下浩美            |
| 42   | 哀しみのマーダレス     | 悲哀的瑪達莉斯          | 中弘子   | 藤本義孝   | 藤本義孝   | 遠藤裕一            |
| 43   | 海火子哀しみの再会     | 海火子 悲傷的重逄       | 高橋義昌 | 佐藤育郎   | 佐藤育郎   | 吉松孝博            |
| 44   | 復活!恐怖の暗黒龍      | 復活!恐怖的暗黑龍       | 比賀静夢 | 河本昇悟   | 河本昇悟   | 青野厚司            |
| 45   | ワタル最後の戦い!      | 渡 最後的戰鬥!          | 高橋義昌 | 近藤信宏   | 近藤信宏   | 平井久司            |
| 46   | そして、虹の彼方で     | 然後 在彩虹的彼岸       | 井内秀治 | 井内秀治   | 河本昇悟   | 松下浩美            |

## 製作人員
- 企画：SUNRISE
- 原案：矢立肇、廣井王子
- 總導演：井内秀治
- 劇本統籌：小山高生、高橋義昌
- 角色設計：蘆田豐雄
- 機械設計：中澤數宣
- 美術監督：池田繁美
- 色彩設定：植村礼子
- 撮影監督：奥井敦
- 編輯：布施由美子
- 音響監督：藤野貞義
- 音樂：門倉聡、神林早人、兼崎順一
- 製作人：伊藤響、佐川祐子、富田民幸
- 企画制作：日本電視台
- 製作：ASATSU、SUNRISE

## 外部連結
- 官方網站 （页面存档备份，存于）（日語）
- 作品介紹 （页面存档备份，存于）SUNRISE（日語）